# Graafschap Wertheim

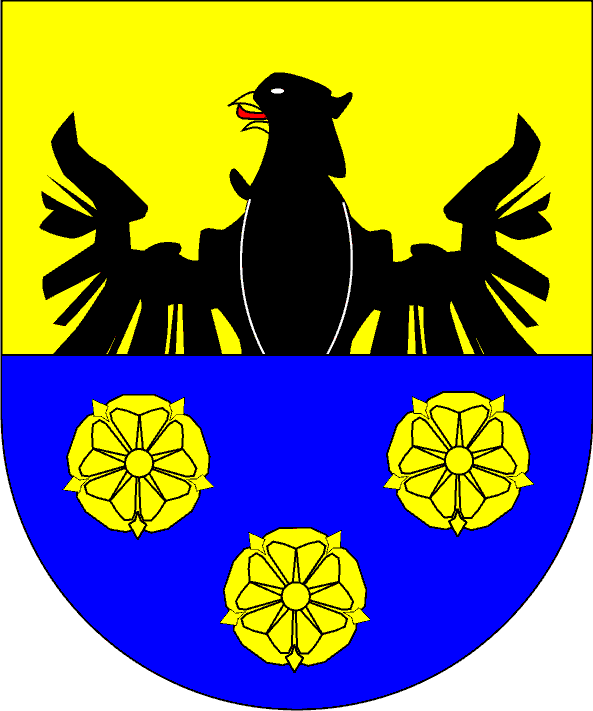
Graafschap Wertheim

Het graafschap Wertheim was een tot de Frankische Kreits behorend graafschap binnen het Heilige Roomse Rijk.
Sinds 1142 worden de graven van Wertheim vermeld. Hun bezit was afkomstig van de graven van Henneberg, die dit gebied verloren in een strijd met het prinsbisdom Würzburg. Omstreeks 1200 slaagden de graven erin een territorium op te bouwen tussen de gebieden van het keurvorstendom Mainz en het prinsbisdom Würzburg. Ondanks veel strijd konden de graven zich handhaven.
In 1327 verwierven ze delen van de heerlijkheid Breuberg, waar van 1407 tot 1497 een jongere tak regeerde.
Onder graaf Georg II (1521-1530) werd de Reformatie ingevoerd. In 1556 stierf met zijn zoon Michael III het gravenhuis uit. Erfgenaam was zijn schoonvader graaf Lodewijk van Stolberg-Königstein-Rochefort, die zijn residentie naar Wertheim verlegde. Hij slaagde erin zijn drie dochters met het graafschap te laten belenen. Volgens zijn testament werd hij in 1574 opgevolgd door een gemeenschappelijke regering van zijn schoonzoons: Dirk VI van Manderscheid-Kerpen en Lodewijk III van Löwenstein. Daarnaast wisten de graven van Erbach een aandeel in de heerlijkheid Breuberg te verwerven. De schoonzoons besloten na enige tijd een alternerende regering in te stellen en uiteindelijk wist Lodewijk III van Löwenstein in 1598 het graafschap alleen in handen te krijgen omdat Dirk van Manderscheid kinderloos was.
Na het overlijden van Lodewijk van Stolberg in 1574 gaat een deel van de erfenis verloren:
- het hoofddeel met Wertheim komt aan de schoonzoons
- de helft van de heerlijkheid Breuberg komt aan het graafschap Erbach (condominium)
- Freudenberg, Schweinberg, Lauterbach en Remlingen vallen als vrijgekomen lenen terug aan het prinsbisdom Würzburg
- Billunghausen, etc komen aan het graafschap Castell.

In 1598 kwam het restant van het graafschap ongedeeld aan de graaf van Löwenstein. Daarna volgde van 1598 tot 1618 de derde Würzburger Twist, waardoor in 1607 de ambten Schweinberg en Lauterbach terugvielen aan het prinsbisdom Würzburg.
Het huis Löwenstein-Wertheim deelde zich op 10-10-1611:
- Löwenstein-Wertheim-Virneburg
- Löwenstein-Wertheim-Rochefort

De eerste tak verwierf in de jaren 1600/1615/1623 het graafschap Virneburg. De tweede tak ging in 1621 tot het katholicisme over. Tijdens de Dertigjarige Oorlog stonden de twee takken in de kampen van de tegenstanders. Afhankelijk van de militaire situatie had de ene dan wel de andere tak de regering in handen. Na afloop van de oorlog in 1648 werd vastgelegd dat beide takken het graafschap Wertheim in gemeenschappelijk bezit zouden houden.
Op 3 april 1711 werden de graven uit de tak Rochefort tot rijksvorst verheven en in 1713 kregen ze een zetel en een stem in de raad der vorsten van de Rijksdag.
In 1730 werd het tot de Rijksridderschap behorende Rosenberg door de vorstelijke tak gekocht van Hatzfeld, gevolgd door de koop in 1731 van Kleinheubach van het graafschap Erbach. In 1747 werd het graafschap Püttlingen gekocht van het graafschap Leiningen-Emichsburg en in 1750 van het wildgraafschap Dhaun.
Op 14 april 1767 werd de primogenituur de grafelijke tak ingevoerd en in 1768 door de vorstelijke tak.
Door de annexatie van de linker Rijnoever door Frankrijk in 1797/1801 gingen Virneburg, Rochefort, Chassepierre, Püttlingen, Scharfeneck, etc verloren.
In paragraaf 14 van de Reichsdeputationshauptschluss van 25 februari 1803 werd het volgende geregeld:
- De vorst van Löwenstein-Wertheim krijgt voor het verlies van het graafschap Püttlingen en de heerlijkheden Scharfeneck, Gugnon en anderen: de twee eerst tot het keurvorstendom Mainz behorende dorpen Wörth en Trennfurt, de eerst tot het prinsbisdom Würzburg behorende ambten Rothenfels en Homburg, de abdijen Brombach, Neustadt en Holzkirchen, de tot het prinsbisdom Würzburg behorende gebieden Widdern en Thalheim. Dit alles onder de voorwaarde het ambt Homburg en de abdij Holzkirchen tegen een eeuwigdurende rente aan het keurvorstendom Beieren af te staan.
- De graven van Löwenstein-Wertheim krijgen voor het verlies van het graafschap Virneburg: het ambt Freudenberg, het kartuizer klooster Grünau, het klooster Triefenstein en de dorpen Montfeld, Rauenberg, Wessenthal en Trennfeld.

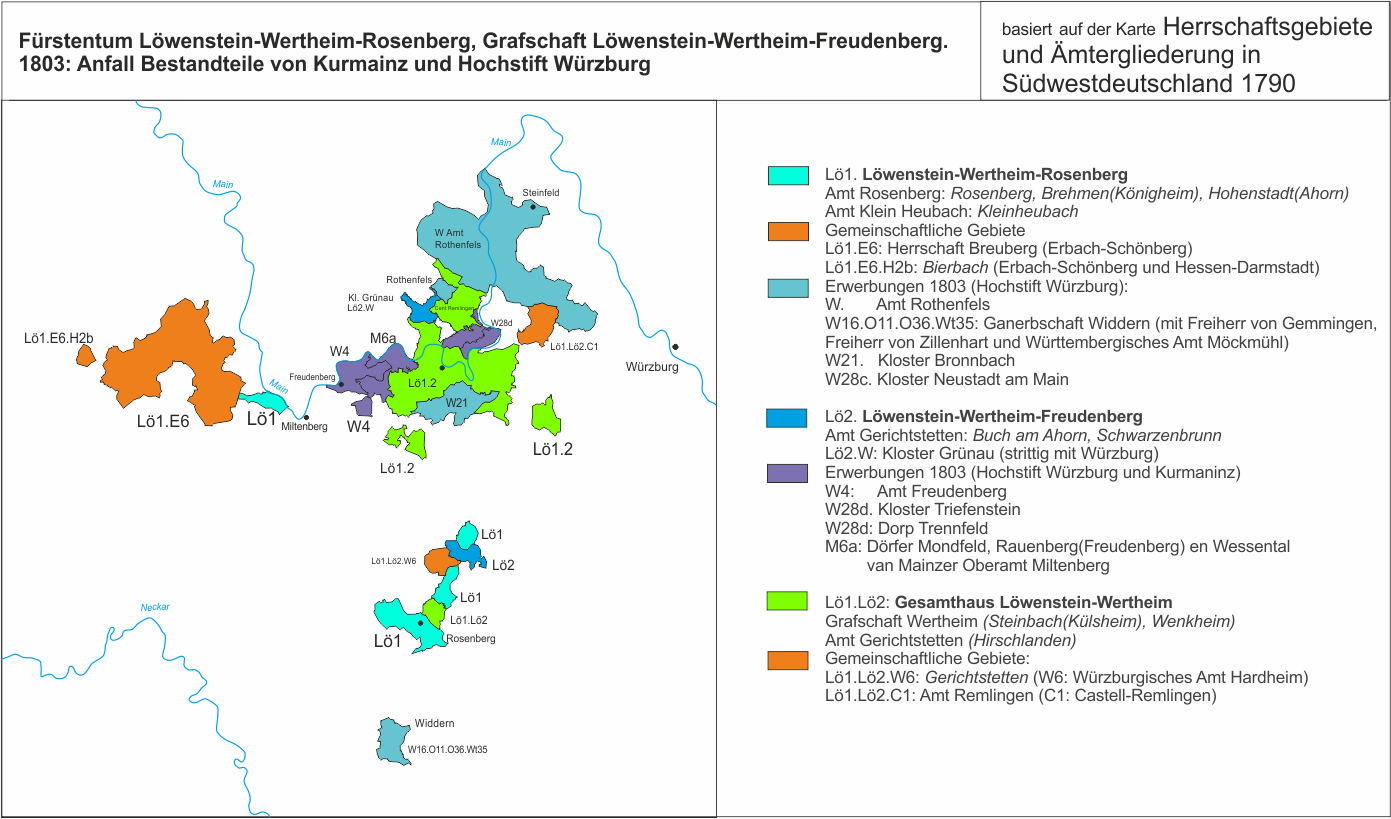
kaart van vorstendom Löwenstein-Wertheim-Rosenberg en graafschap Löwenstein-Wertheim-Freudenberg in 1803

De ambten Homburg en Holzkirchen werden bij verdrag van 19 december 1803 aan Beieren afgestaan.
Na 1803 noemden de takken zich voortaan Löwenstein-Wertheim-Freudenberg en Löwenstein-Wertheim-Rosenberg.
Artikel 24 van de Rijnbondakte van 12 juli 1806 stelde onder de soevereiniteit van het groothertogdom Baden: de bezittingen van de vorsten en graven van Löwenstein-Wertheim, zover gelegen op de linker oever van de Main met uitzondering van het graafschap Löwenstein, het deel van het graafschap Limpurg-Gaildorf dat aan de graven Löwenstein-Wertheim behoorde en de heerlijkheden Heubach, Breuberg en Habizheim. Idem onder de soevereiniteit van de vorst-primaat de bezittingen van de vorsten en graven van Löwenstein-Wertheim gelegen op de rechter oever van de Main. Dit was dus de mediatisering.
In 1810 vonden er grenscorrecties plaats: Wörth, Laudenbach en Kleinheubach werden door het groothertogdom Baden aan het groothertogdom Hessen-Darmstadt afgestaan.
Door het Congres van Wenen werd het vorstendom Aschaffenburg, dat oorspronkelijk deel uitmaakte van de staat van de vorst-primaat en later van het groothertogdom Frankfurt aan Beieren afgestaan. Hiermee kwamen dus ook de delen van het voormalige graafschap Wertheim die gemidiatiseerd waren door de vorst-primaat aan Beieren.
Door grensverdragen die na het Congres van Wenen werden gesloten werden in 1818 Wörth, Laudenbach en Kleinheubach door het groothertogdom Hessen-Darmstadt afgestaan aan het koninkrijk Beieren. In 1819 stond het groothertogdom Baden het ambt Steinfeld af aan het koninkrijk Beieren. Steinfeld was gebied dat van het prinsbisdom Würzburg in 1803 aan Löwenstein-Wertheim was gekomen.

## Bezit
- graafschap Wertheim
- deel van de ambten Remlingen en Schwanberg (gemeenschappelijk met Castell)
- de ambten Königheim, Laufenbach, Kleinheubach
- de heerlijkheid Breuberg (gemeenschappelijk met Erbach)
- Rochefort, Chassepierre, Montaigne, Herbemont (erfenis van Stolberg)
- Scharfeneck (oorspronkelijk bezit van de graven van Löwenstein)

## Regenten tak Virneburg
| regering  | naam                    | geboren    | overleden | familie                            |
| --------- | ----------------------- | ---------- | --------- | ---------------------------------- |
| 1574-1611 | Lodewijk III            | 17-2-1530  | 13-3-1611 | zoon van Frederik I van Löwenstein |
| 1611-1618 | Christof Lodewijk       | 3-5-1568   | 17-2-1618 | zoon                               |
| 1618-1657 | Frederik Lodewijk       | 2-3-1598   | 11-6-1657 | zoon                               |
| 1657-1681 | Lodewijk Ernst          | 21-3-1627  | 19-9-1681 | zoon                               |
| 1657-1683 | Frederik Eberhard       | 14-8-1629  | 23-3-1683 | broer                              |
| 1657      | Albrecht                | 20-8-1647  | 17-3-1688 | broer                              |
| 1681-1689 | Joachim Frederik        | 15-12-1666 | 28-6-1689 | zoon van Lodewijk Ernst            |
| 1681-1698 | Eucharius Casimir       | 22-3-1668  | 1-1-1698  | broer                              |
| 1683-1721 | Hendrik Frederik        | 13-2-1682  | 31-3-1721 | zoon van Frederik Eberhard         |
| 1688-1698 | Willem Frederik         | 19-2-1673  | 8-4-1718  | zoon van Albrecht                  |
| 1721-1790 | Johan Lodewijk Vollrath | 14-4-1705  | 4-2-1790  | zoon van Hendrik Frederik          |
| 1721-1779 | Karel Lodewijk          | 29-2-1712  | 26-3-1779 | broer                              |
| 1779-1806 | Frederik Karel Gottlob  | 29-7-1743  | 3-8-1825  | zoon                               |
| 1790-1806 | Johan Karel Lodewijk    | 10-1-1740  | 16-2-1816 | zoon van Johan Lodewijk Vollrath   |

## Regenten tak Rochefort
| regering    | naam                | geboren   | overleden  | familie               |
| ----------- | ------------------- | --------- | ---------- | --------------------- |
| 1611-1644   | Johan Dietrich      | 31-1-1585 | 6-3-1644   | zoon van Lodewijk III |
| 1644-1672   | Ferdinand Karel     | 18-5-1616 | 27-1-1672  | zoon                  |
| 1672-1718   | Maximiliaan Karel   | 14-7-1656 | 26-12-1718 | zoon                  |
| 1718-1735   | Dominiek Marquard   | 7-11-1690 | 11-3-1735  | zoon                  |
| 1735-1789   | Karel Thomas        | 7-3-1714  | 6-6-1789   | zoon                  |
| 1735-1780   | Theodoor Alexander  | 18-9-1722 | 27-2-1780  | broer                 |
| 1780/9-1806 | Dominik Constantijn | 16-5-1762 | 18-4-1814  | zoon                  |